# Hongdun, Fujian
Hongdun (kinesiska: 洪墩) är en köping i sydöstra Kina. Den ligger i Shaowu i staden Nanping i provinsen Fujian, omkring 190 kilometer nordväst om provinshuvudstaden Fuzhou. Antalet invånare är 10 541. Befolkningen består av 5 026 kvinnor och 5 515 män. Barn under 15 år utgör 16,0 %, vuxna 15-64 år 71 %, och äldre över 65 år 12,0 %.